# Marienberg bei Freyburg
Der Marienberg bei Freyburg ist ein FFH-Gebiet in der Stadt Freyburg (Unstrut) im Burgenlandkreis in Sachsen-Anhalt.

## Allgemeines
Das FFH-Gebiet ist circa 26 Hektar groß. Es überlagert sich mit dem Landschaftsschutzgebiet „Unstrut-Triasland“. Das FFH-Gebiet ist durch die Landesverordnung zur Unterschutzstellung der Natura 2000-Gebiete im Land Sachsen-Anhalt (N2000-LVO LSA) seit dem 21. Dezember 2018 rechtlich gesichert. Zuständige untere Naturschutzbehörde ist der Burgenlandkreis.

## Beschreibung
Das FFH-Gebiet liegt östlich von Freyburg (Unstrut) im Naturpark Saale-Unstrut-Triasland. Es umfasst Teile der steil zur Ortslage von Freyburg (Unstrut) abfallenden Hänge des Marienberges. Auf den westexponierten Hängen sind im Norden Trocken- und Halbtrockenrasen sowie Trockengebüsche ausgebildet. Nach Süden schließen sich bewaldete Flächen an.
Die Trocken- und Halbtrockenrasen werden je nach Ausprägung von Erdsegge und Blaugras bzw. Fiederzwenke und Furchenschwingel gebildet. Dazu gesellen sich unter anderem Edelgamander und Berggamander, Graues Sonnenröschen, Frühblühender Thymian, Rispige Graslilie und Wiesenkuhschelle. Die Rasen sind reich an Orchideen. Hier siedeln Helmknabenkraut, Purpurknabenkraut, Fliegenragwurz, Bienenragwurz und Spinnenragwurz.
Die Wälder sind als Eichen-Hainbuchenwälder ausgebildet, stellenweise mit Übergängen zu Schlucht- und Hangmischwäldern. Sie stocken auf ehemals als Weinberge genutzten Flächen.
Das Gebiet ist Lebensraum für die Fledermausarten Kleine Hufeisennase, Großes Mausohr, Bechsteinfledermaus, Großer und Kleiner Abendsegler und Breitflügelfledermaus. Stollen im Gebiet dienen dem Großen Mausohr und der Kleinen Hufeisennase als Zwischenquartier. Im Gebiet sind die Reptilien Schlingnatter und Zauneidechse heimisch.